# Сара Вокер
Сара Вокер  (англ. Sarah Walker, 10 липня 1988) — новозеландська велогонщиця, олімпійка.

## Виступи на Олімпіадах
| Олімпіада   | Дисципліна | Місце |
| ----------- | ---------- | ----- |
| Пекін 2008  | BMX        | 4     |
| Лондон 2012 | BMX        | 2     |

## Зовнішні посилання
- Досьє на sport.references.com [Архівовано 16 грудня 2012 у Wayback Machine.]